# 美食大作战
《美食大作战》是在《漫友·漫画100》连载的漫画。作者昱文被誉为走出国门的 “中国漫画精灵”。本漫画则在2008年在《漫画世界》连载。书里介绍了各种美食之间的故事。